# Airam Galliani
Airam Galliani Lecca (Lima, 23 de mayo de 1992) es una actriz, dramaturga, terapeuta y profesora de teatro peruana.
En el ámbito actoral, es reconocida por haber protagonizado la película peruana del año 2013 Cementerio general. Es la hija del actor y músico peruano Sergio Galliani.

## Biografía
Airam Galliani Lecca nació el 23 de mayo de 1992 en la capital Lima.[cita requerida] Es la hija del actor y músico peruano Sergio Galliani, baterista de la banda musical Chabelos, y de Claudia Lecca, quién se desempeña como terapeuta.[cita requerida] Es la mayor de 4 hermanas y un hermano por vía paterna.[cita requerida]
Tras terminar la secundaria, recibió clases de actuación en la Escuela Plan 9 a cargo de la dirección de David Carrillo y Ensamble de la mano de su padre  Sergio Galliani, complementando sus talleres de escena contemporánea al lado de Alberto Ísola. Gracias a su desempeño, recibió la beca para estudiar teatro en el New York Film Academy en Estados Unidos.
Comenzó su carrera artística a la edad de los 18 años allá por 2011, participando en diferentes producciones teatrales. Fue en el año 2013 cuando Galliani asume el protagónico de la película de terror peruana Cementerio general del cineasta  Dorian Fernández-Moris con su personaje de Andrea,  la cual fue filmada en Iquitos. En esta cinta, compartió el rol junto a otras figuras del medio como Nico Ponce y Leslie Shaw, quiénes participan como actores fuera de sus facetas musicales. Fruto de su popularidad en la ficción, participó en la cinta musical Me haces bien en 2017, la cual retomó el protagónico interpretando a Jimena, quién sería una cantante de balada romántica.
En el teatro, Galliani participó en la obra Espacios vacíos de la dirección de Franco Iza en 2015 y el proyecto Sobre el mar al año siguiente. Protagonizó con Fiorella Luna la obra de teatro peruana El collar en el año 2022, la cual fue estrenada en el Auditorio del Teatro Británico. Previo a ello, participó en el montaje virtual En el borde de la recién fundada productora La Ira Producciones en 2020, la cual asumió el protagónico con su personaje Lara y compartió escena junto a Joaquín de Orbegoso en pleno estado de emergencia por la pandemia de COVID-19. Protagonizó la obra Auto de Ernesto Caballero en el papel de «la Autoestopista» y el montaje infantil El secreto de Olivia como Olivia en el Teatro de Lucía el 2016.
Años después, Galliani protagoniza la cinta canina De patitas a la calle como Agustina en 2020, Aspasia como el personaje homónimo el 2018 y la obra de teatro La empresa no perdona un momento de locura en 2022, interpretando a una psicóloga de la empresa de Orlando, interpretado por el actor Willy Gutiérrez. Seguidamente, en 2022 participó en el musical Por Chabuca, relatos breves de canción y la obra infantil La princesa y el dragón de Renato Pantigozo en el rol de «La princesa» en 2018, la cual fue otorgada con el premio de «Mejor actriz de teatro para niños» por parte del Premio El Oficio Crítico.
Además, fue protagonista de la obra Juego de roles como Fabiola en 2018 en el Teatro Mocha Graña de Barranco y coprotagonista del montaje deportivo peruano Playoff en 2023, basado en el fútbol femenino. En este último proyecto, haría el personaje de Julia y comparte roles junto a otras figuras como la actriz y bailarina peruana Alexia Barnechea. También se dedica a la rama de la enseñanza realizando talleres de actuación para niños y adolescentes bajo su proyecto «Juguemos creando».[cita requerida] Seguidamente, Galliani participó en el montaje Hasta que la muerte nos separe como Leonor.
En el año 2023, fue protagonista de la subobra de Amor al cubo, 10 maneras de terminar con tu pareja y no morir en el intento, junto a Bernardo Scerpella.

## Filmografía

### Cine
| Año  | Título                | Rol      | Notas           | Ref.          |
| ---- | --------------------- | -------- | --------------- | ------------- |
| 2013 | Cementerio general    | Andrea   | Rol protagónico | [ 4 ]         |
| 2017 | Me haces bien         | Jimena   | Rol protagónico | [ 6 ]         |
| 2018 | El manual del pisado  | Claudia  | Rol principal   | [ 25 ] [ 26 ] |
| 2020 | De patitas a la calle | Agustina | Rol protagónico | [ 12 ]        |

### Televisión
| Año  | Título           | Rol                     | Notas         | Emisión            | Ref.             |
| ---- | ---------------- | ----------------------- | ------------- | ------------------ | ---------------- |
| 2015 | Nuestra historia | Claudia                 | Rol principal | TV Perú            | [cita requerida] |
| 2019 | Chapa tu combi   | Valeria Gonzáles Robles | Rol principal | América Televisión | [cita requerida] |

### Teatro
| Año  | Título                                     | Rol                                           | Notas                                       | Ref.             |
| ---- | ------------------------------------------ | --------------------------------------------- | ------------------------------------------- | ---------------- |
| 2014 | Seis personajes en busca de autor          | La madre (Protagonista de la obra La familia) | Rol protagónico                             | [ 27 ]           |
| 2015 | Espacios vacíos                            |                                               | Rol principal Director: Franco Iza          | [ 7 ]            |
| 2015 | Laberintos                                 |                                               | Rol protagónico                             | [ 28 ]           |
| 2016 | Auto                                       | Autoestopista                                 | Rol protagónico                             | [ 29 ]           |
| 2016 | Love and chill                             | «Loquita Selfie»                              | Rol coprotagónico Dirección: David Carrillo | [ 29 ] [ 30 ]    |
| 2016 | El secreto de Olivia                       | Olivia                                        | Rol protagónico                             | [ 11 ]           |
| 2016 | Sobre el mar                               |                                               | Rol protagónico                             | [cita requerida] |
| 2018 | La princesa y el dragón                    | «La princesa»                                 | Rol protagónico                             | [ 17 ]           |
| 2018 | Aspasia                                    | Aspasia                                       | Rol protagónico                             | [ 13 ]           |
| 2018 | Juego de roles                             | Fabiola                                       | Rol coprotagónico                           | [ 20 ]           |
| 2019 | Por qué me asusta (Microteatro)            |                                               | Rol protagónico                             | [cita requerida] |
| 2019 | Mi amiga la embarazada                     |                                               | Rol principal                               | [cita requerida] |
| 2020 | En el borde                                | Lara                                          | Rol protagónico                             | [ 31 ] [ 9 ]     |
| 2022 | En la oscuridad                            | Alma                                          | Rol protagónico                             | [ 32 ]           |
| 2022 | La empresa no perdona un momento de locura | Psicóloga de Orlando                          | Rol protagónico                             | [ 14 ]           |
| 2022 | El collar                                  | Mujer                                         | Rol protagónico                             | [ 2 ]            |
| 2022 | Por Chabuca, relatos breves de canción     |                                               | Rol principal                               | [ 15 ]           |
| 2023 | Playoff                                    | Julia                                         | Rol protagónico                             | [ 22 ]           |
| 2023 | Hasta que la muerte nos separe             | Leonor                                        | Rol principal                               | [ 23 ]           |
| 2023 | La fiestita                                |                                               | Rol protagónico                             | [ 33 ]           |

## Premios y nominaciones
| Año  | Premios                   | Categoría                           | Trabajo                 | Resultado | Ref.   |
| ---- | ------------------------- | ----------------------------------- | ----------------------- | --------- | ------ |
| 2018 | Premios El Oficio Crítico | «Mejor actriz de teatro para niños» | La princesa y el dragón | Ganadora  | [ 18 ] |